# Mirreyes vs Godínez
Mirreyes contra Godínez (también llamada Mirreyes vs Godínez) es una película de comedia mexicana de 2019 dirigida por Chava Cartas. Se estrenó el 25 de enero de 2019 y está protagonizada por Pablo Lyle, Daniel Tovar, Regina Blandón, y Diana Bovio. La trama gira en torno a la muerte de un rico zapatero, lo que da comienzo a una hilarante batalla entre los "Mirreyes" (fifís) y los "Godínez" (clase trabajadora) para obtener el control de la compañía. Después del éxito de la película, el 31 de octubre de 2019, el periódico El Universal confirmó que habría una secuela, que comenzó a filmarse en febrero de 2020.

## Trama
Genaro Rodríguez es un joven godín que ha dedicado su vida a trabajar en Kuri & Sons y a aprender de su jefe Don Francisco Kuri, que lo quiere como a un hijo ya que sabe que su propio hijo Santiago, un mirrey, consentido pero con un gran corazón, no tiene interés por la empresa. Las circunstancias cambian cuando Don Francisco muere y Santiago decide hacerse cargo de la empresa, Genaro sabe que Santiago puede llevar Kuri & Sons a la ruina y Santiago odia la idea de que Genaro se encargue del negocio. El problema comienza cuando Santiago decide que él y sus mirreyes van a trabajar por el futuro de Kuri, así como Genaro y sus godínez van a luchar por mantener sus puestos, entre tanta disputa los dos grupos pierden de vista al verdadero enemigo de Kuri & Sons, alguien dentro de la compañía que quiere destruirla y beneficiarse de ella.

## Reparto
- Pablo Lyle como Santi
- Daniel Tovar como Génaro
- Regina Blandón como Michelle
- Diana Bovio como Nancy
- Gloria Stálina como Sofía
- Alejandro de Marino como Shimon
- Christian Vázquez como Conan
- Roberto Aguirre como Ricardo
- Darío Ripoll como Javier
- Hernán Mendoza como Don Francisco
- Claudia Ramírez como Emilia
- Michelle Rodríguez como Goyita
- Roberto Palazuelos como Silverio
- Carlos Ballarta como Mario
- César Bono como Vicente